# Xanthorhoe inamaenaria
Xanthorhoe inamaenaria là một loài bướm đêm trong họ Geometridae.